# Chumbawamba
Chumbawamba va ser un grup anglès d'anarcopunk que es va formar el 1982 i es va dissoldre el 2012. És conegut pel seu senzill «Tubthumping» de 1997, que va ser nominat als Brit Awards 1998. Les seves tendències polítiques anarcocomunistes els van duu a tenir una actitud antiautoritària i a abraçar una varietat de causes polítiques i socials, com ara els drets dels animals i el pacifisme (a principis de la seva carrera) i, més endavant, la lluita de classes, el marxisme, el feminisme i l'antifeixisme.
Durant la major part de la seva carrera, el grup va tenir una formació de 7-8 membres i es va inspirar en una àmplia gamma d'estils musicals, incloent el punk rock, el pop i el folk. Si bé els seus dos primers àlbums van tenir una gran influència punk i pop, el tercer va ser un àlbum totalment a capella de cançons tradicionals de lluita. El 2004, diversos músics van abandonar el grup, que va continuar amb una formació acústica de 4 membres (més endavant de 5), amb una producció més influïda pel folk.
El juliol de 2012, Chumbawamba va anunciar la seva dissolució després de 30 anys i setze àlbums musicals. El grup es va unir amb antics membres i col·laboradors per a tres concerts finals entre el 31 d'octubre i el 3 de novembre de 2012, un dels quals va ser filmat i publicat com a DVD en directe.

## Història
Chumbawamba va signar amb EMI l'any 1997, un moviment que va ser vist com a controvertit per molts dels seus seguidors atès que, amb anterioritat, havien participat amb un LP recopilatori anomenat Fuck EMI el 1989, i havien criticat el segell en moltes de les seves cançons anteriors. Chumbawamba va argumentar que EMI havia tallat el vincle amb el fabricant d'armes Thorn uns anys abans, i que l'experiència els havia ensenyat que, en un entorn capitalista, gairebé totes les companyies discogràfiques operen amb principis capitalistes. Va afegir que aquesta decisió era l'oportunitat de fer la banda viable econòmicament i de comunicar el seu missatge a un públic més ampli.
La banda anarcopunk Oi Polloi (amb qui Chumbawamba havia girat i treballat anteriorment a l'EP Punk Aid - Smash the Poll Tax) va publicar un EP compartit «anti-Chumbawamba» amb Riot/Clone, Bus Station Loonies, Anxiety Society, The Chineapple Punks, Love Chips and Peas, i Wat Tyler, titulat Bare Faced Hypocrisy Sells Records (Ruptured Ambitions, 1998).
El seu senzill «Tubthumping» va anar seguit per l'àlbum Tubthumper, que incorporava elements de pop-rock, pop dance i rock alternatiu. L'àlbum va ser el primer a comptar amb Jude Abbott a la trompeta, els instruments de vent i la veu, en substitució de Mavis Dillon.
El gener de 1998, Alice Nutter va aparèixer al programa de tertúlia política estatunidenc Politically Incorrect i va aconsellar als seguidors de la seva música que no podien permetre's el luxe de comprar els seus CD que els robessin de grans cadenes com HMV o Virgin, fet que va impulsar Virgin a treure l'àlbum de les prestatgeries i començar a vendre'l des del taulell.
A finals de la dècada de 1990, el grup va rebutjar 1,5 milions de dòlars de Nike a canvi d'utilitzar la cançó «Tubthumping» en un anunci de la Copa del Món de Futbol. Segons la banda, la decisió va trigar aproximadament «30 segons» a prendre's. Al joc de futbol d'EA Sports World Cup 98, la cançó «Tubthumping» és un dels títols de la banda sonora. El 2002, General Motors va pagar a Chumbawamba una suma de 70.000 $ o 100.000 $ per utilitzar la cançó «Pass It Along» de l'àlbum WYSIWYG per a un anunci de televisió del model Pontiac Vibe. Chumbawamba va donar els diners als grups activistes anticorporatius com Indymedia i CorpWatch, que van utilitzar els diners per a llançar una campanya d'informació i medi ambient contra GM.
Per celebrar els seus 20 anys junts, la banda va fer un documental basat en imatges que havien gravat durant les dues últimes dècades. Originalment pensat per ser simplement una recopilació dels seus vídeos, el resultat es va titular Well Done, Now Sod off. El títol es va extreure d'una primera ressenya d'un disc de Chumbawamba i la pel·lícula incloïa declaracions tant de seguidors com detractors de la banda.

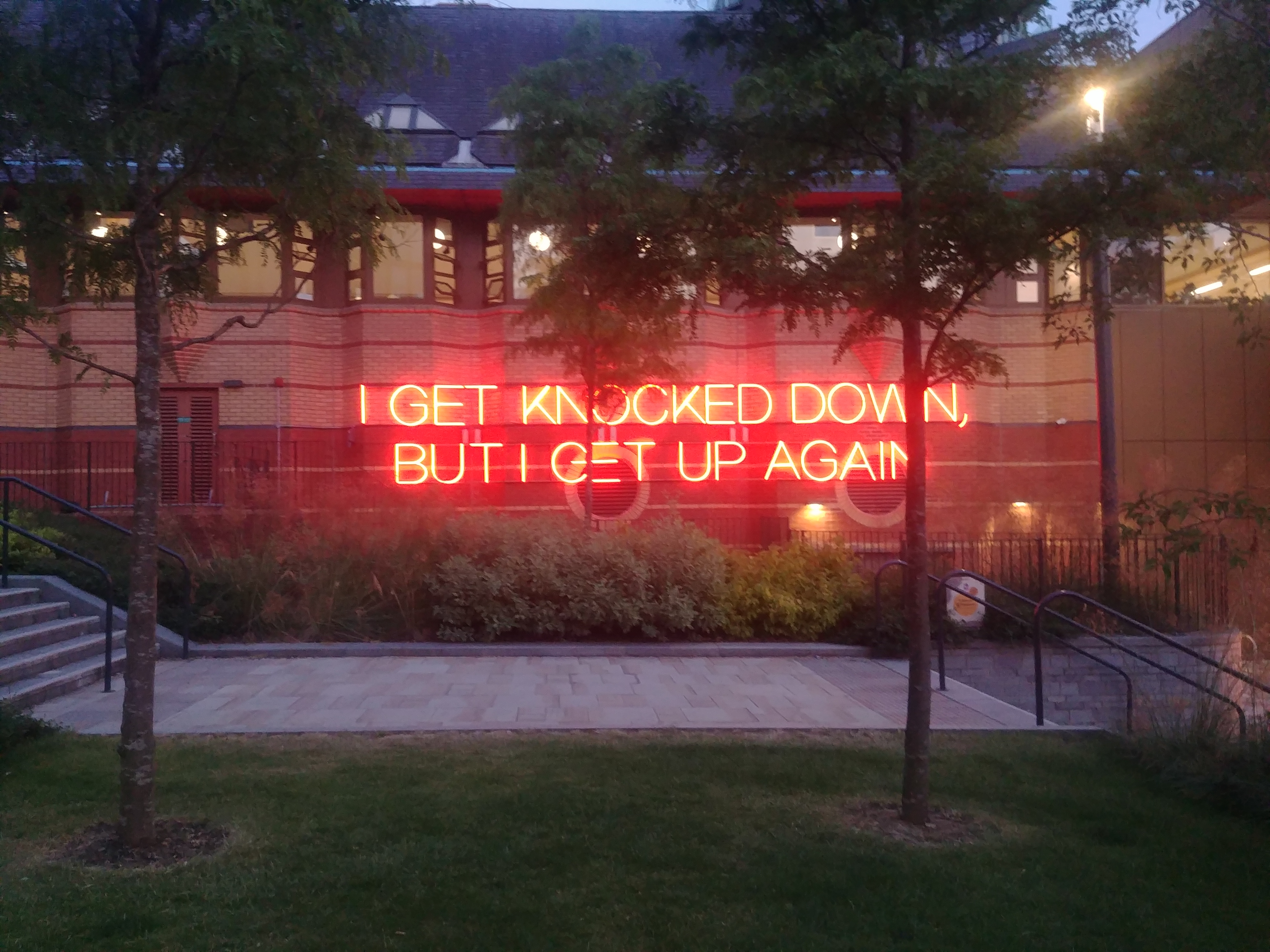
Escultura de neó al Leeds Playhouse amb la lletra I get knocked down but I get up again de la cançó «Tubthumping».

El 2012, els antics membres de Chumbawamba Dunstan Bruce i Harry Hamer van formar una nova banda, Interrobang?!, amb el guitarrista Stephen Griffin de Regular Fries. L'agost de 2017, Dunstan Bruce, Boff Whalley i Jude Abbott van ser entrevistats a The One Show de la BBC a prop de la seva antiga casa a Leeds celebrant els 20 anys des del llançament de «Tubthumping».
L'1 de juliol de 2015 Dunstan Bruce va iniciar un Kickstarter per a finançar un documental titulat I Get Knocked Down (The Untold Story of Chumbawamba), que explicava tota la història de la banda des de la perspectiva de diferents membres, i va superar el seu objectiu de 40.000 £. Aquell mateix any, Chumbawamba va ser el tema destacat en dos pòdcasts produïts per Gimlet Media: StartUp #16 "The Secret Formula" i Surprisingly Awesome #4 "Tubthumping".
En una entrevista a The Guardian l'any 2016, la banda va ser citada juntament amb d'altres bandes d'anarcopunk de principis dels anys 1980 com a influència del grup de post-metal estatunidenc Neurosis.
Boff Whalley ha escrit que en els primers dies de la seva campanya presidencial del 2016, Donald Trump havia utilitzat «Tubthumping» als seus mítings; el grup li va negar el dret a fer-ho. Whalley va afirmar que «Hi ha hagut molts exemples de líders populistes de dreta que utilitzen música aparentment d'esquerres per a enganyar el seu públic en una mena d'autoengany hipnòtic pretenen fer veure que són "del poble"».

## Discografia
- Pictures of Starving Children Sell Records (1986)
- Never Mind the Ballots (1987)
- English Rebel Songs 1381–1914 (1988)
- Slap! (1990)
- Shhh (1992)
- Anarchy (1994)[21]
- Swingin' with Raymond (1995)
- Tubthumper (1997)
- WYSIWYG (2000)
- Readymades (2002)
- Revengers Tragedy Soundtrack (2003)
- English Rebel Songs 1381–1984 (2003)
- Un (2004)
- A Singsong and a Scrap (2005)
- The Boy Bands Have Won (2008)
- ABCDEFG (2010)